# Kiosko y más
Kiosko y más es una plataforma web de suscripción de medios digitales ubicada en Madrid, España.

## Imagen y estrategia de marca
Kiosko y Más es la mayor plataforma de prensa de calidad de Europa, surgida del acuerdo del sector editorial para favorecer que los medios en español pudieran distribuir sus contenidos en soporte digital.
En la actualidad es líder en el mercado en español, con un millar de cabeceras y más de cien editores involucrados en el proyecto. Además de la lectura tradicional, Kiosko y más incluye revistas interactivas en formato nativo. En este periodo, la plataforma ha reforzado el número de editoriales asociadas al proyecto hasta alcanzar los 60 grupos editoriales y 350 periódicos y revistas, considerándose dentro del mercado español la mayor oferta de prensa española de calidad. Grupos como Vocento, Prisa, RBA, G+J, Godó, Zeta, Hearst, entre otros, participan en esta alianza editorial, hasta ahora considerada la mayor alianza editorial de Europa.

## Premios
Los premios e-Show Awards 2012 otorgaron este reconocimiento a la plataforma tras haber cumplido un año desde su lanzamiento en julio de 2011.